# Tsuyoshi Kunieda
Tsuyoshi Kunieda (国枝 強, Kunieda Tsuyoshi, né le 18 septembre 1944 à Préfecture de Hiroshima au Japon) est un footballeur japonais.